# Equitazione ai Giochi della XXIX Olimpiade - Salto ostacoli a squadre
Il concorso di Salto a squadre ha utilizzato le penalità del secondo turno del concorso individuale: per calcolare il punteggio della squadra è stata fatta la somma tra i 3 migliori punteggi per nazione: le prime 9 squadre si sono qualificate per il secondo turno (che ha preso le penalità del terzo turno del concorso individuale). Hanno partecipato un totale di 16 squadre, formate da 4 cavalieri/amazzoni ognuna.

## Risultati
| Posiz | Nazione        | Atleta (Cavallo)           | Round 1 | Round 2 | Totale |
| ----- | -------------- | -------------------------- | ------- | ------- | ------ |
|       | Stati Uniti    |                            | 12      | 8       | 20     |
|       |                | McLain Ward                | 0       | 4       |        |
|       |                | Laura Kraut                | 4       | 0       |        |
|       |                | Will Simpson               | 8       | 8       |        |
|       |                | Beezie Madden              | 11      | 4       |        |
|       | Canada         |                            | 16      | 4       | 20     |
|       |                | Mac Cone                   | 12      | WD      |        |
|       |                | Jill Henselwood            | 18      | 0       |        |
|       |                | Eric Lamaze                | 0       | 4       |        |
|       |                | Ian Millar                 | 4       | 0       |        |
|       | Norvegia       |                            | 17      | 10      | 27     |
|       |                | Stein Endresen             | 4       | 12      |        |
|       |                | Morten Djupvik             | 12      | 4       |        |
|       |                | Geir Gulliksen             | 12      | 5       |        |
|       |                | Tony Andre Hansen          | 1       | 1       |        |
|       | Svizzera       |                            | 12      | 18      | 30     |
|       |                | Christina Liebherr         | 4       | 23      |        |
|       |                | Pius Schwizer              | 4       | 5       |        |
|       |                | Niklaus Schurtenberger     | 4       | 8       |        |
|       |                | Steve Guerdat              | 4       | 5       |        |
| 4     | Paesi Bassi    |                            | 17      | 17      | 34     |
|       |                | Angelique Hoorn            | 4       | 8       |        |
|       |                | Marc Houtzager             | 1       | 5       |        |
|       |                | Vincent Voorn              | 16      | 27      |        |
|       |                | Gerco Schröder             | 12      | 4       |        |
| 5     | Germania       |                            | 20      | 14      | 34     |
|       |                | Christian Ahlmann          | 8       | 4       |        |
|       |                | Marco Kutscher             | 13      | 19      |        |
|       |                | Meredith Michaels-Beerbaum | 4       | 4       |        |
|       |                | Ludger Beerbaum            | 8       | 6       |        |
| 6     | Francia        |                            | 16      | 21      | 37     |
|       |                | Nick Skelton               | 8       | 13      |        |
|       |                | Tim Stockdale              | 4       | 8       |        |
|       |                | Ben Maher                  | 4       | 0       |        |
|       |                | John Whitaker              | NP      | NP      |        |
| 7     | Svezia         |                            | 13      | 25      | 38     |
|       |                | Peter Eriksson             | 8       | 4       |        |
|       |                | Lotta Schultz              | 5       | 20      |        |
|       |                | Helena Lundback            | 12      | 17      |        |
|       |                | Rolf-Göran Bengtsson       | 0       | 4       |        |
| 8     | Australia      |                            | 20      | 21      | 41     |
|       |                | Peter McMahon              | 16      | NP      |        |
|       |                | Laurie Lever               | 16      | 4       |        |
|       |                | Edwina Alexander           | 0       | 0       |        |
|       |                | Matt Williams              | 4       | 17      |        |
| 9     | Brasile        |                            | 25      |         |        |
|       |                | Pedro Veniss               | EL      |         |        |
|       |                | Bernardo Alves             | 12      |         |        |
|       |                | Camila Benedicto           | 13      |         |        |
|       |                | Rodrigo Pessoa             | 0       |         |        |
| 10    | Messico        |                            | 26      |         |        |
|       |                | Alberto Michan             | 9       |         |        |
|       |                | Antonio Chedraui           | 8       |         |        |
|       |                | Enrique González           | 16      |         |        |
|       |                | Federico Fernández         | 9       |         |        |
| 11    | Ucraina        |                            | 34      |         |        |
|       |                | Aleksandr Onishchenko      | EL      |         |        |
|       |                | Jean-Claude van Geenberghe | 8       |         |        |
|       |                | Bjorn Nagel                | 9       |         |        |
|       |                | Katharina Offel            | 17      |         |        |
| 12    | Arabia Saudita |                            | 38      |         |        |
|       |                | HH F. Al Shalan            | 18      |         |        |
|       |                | Kamal Bahamdan             | 15      |         |        |
|       |                | HRH A. Al Saud             | 30      |         |        |
|       |                | Ramzy Al Duhami            | 5       |         |        |
| 13    | Nuova Zelanda  |                            | 45      |         |        |
|       |                | Katie McVean               | 45      |         |        |
|       |                | Kirk Webby                 | 8       |         |        |
|       |                | Sharn Wordley              | 25      |         |        |
|       |                | Bruce Goodin               | 12      |         |        |
| 14    | Hong Kong      |                            | 59      |         |        |
|       |                | Patrick Lam                | 9       |         |        |
|       |                | Samantha Lam               | 29      |         |        |
|       |                | Kenneth Cheng              | 21      |         |        |
| 15    | Cina           |                            | 99      |         |        |
|       |                | Huang Zuping               | 36      |         |        |
|       |                | Zhang Bin                  | 31      |         |        |
|       |                | Li Zhenqiang               | 39      |         |        |
|       |                | Zhao Zhiwen                | 32      |         |        |

## Spareggio per l'oro
| Posiz | Nazione     | Atleta (Cavallo) | Penalità | Tempo  |
| ----- | ----------- | ---------------- | -------- | ------ |
|       | Stati Uniti |                  | 0        | 115.41 |
|       |             | McLain Ward      | 0        | 37.05  |
|       |             | Laura Kraut      | 0        | 39.86  |
|       |             | Will Simpson     | 0        | 38.50  |
|       |             | Beezie Madden    | NP       |        |
|       | Canada      |                  | 4        | 76.67  |
|       |             | Mac Cone         | NP       |        |
|       |             | Jill Henselwood  | 4        | 40.32  |
|       |             | Eric Lamaze      | 0        | 36.35  |
|       |             | Ian Millar       | NP       |        |